# アーロン・スプリンガー
アーロン・スプリンガー（Aaron Springer、1973年9月5日 - ）は、アメリカ合衆国の脚本家。

## 作品
- スポンジ・ボブ／スクエアパンツ
- サムライジャック
- デクスターズラボ
- 怪奇ゾーン グラビティフォールズ
- ミッキーマウス!